# 温雅
温雅（1988年5月3日—），中国主持人，祖籍湖南邵阳，成长于广州，曾在美国留学。回国后签约星空传媒，并在星空卫视旗下的综艺节目Lady呱呱中担当主持人。温雅曾在《Lady呱呱》录制现场中多次向嘉宾翟凌（兽兽）问及兽兽门事件，引起了翟凌及其经纪人的不满，并多次打断温雅的提问，最后翟凌“翻脸”离席。录制现场视频流出后，网友热议此次事件，并称之为“兽兽翻脸门”。

## 兽兽翻脸门
2010年8月11日，中国知名模特翟凌（兽兽）以嘉宾身份参与了脱口秀节目《Lady呱呱》的录制。在录制之前，翟凌的经纪人和节目的编导均已提醒主持人不能提及不雅视频事件。在录制期间，翟凌一直不配合主持人提出的走台步、教站姿等要求。而主持人温雅则多次问及翟凌的不雅视频事件，这使得翟凌及其经纪人感到不满，其经纪人多次打断温雅的提问。温雅则称翟凌在不雅视频事件中获得了很大的名气，这对其他小明星来说并不公平。在节目的最后，温雅说翟凌的不雅视频事件是娱乐圈中的毒瘤。结果翟凌突然离场。
事件发生后，有人将录制现场的视频上传到视频网站中，引起了网友的热议。有人表示温雅是要靠诘问翟凌来炒作自己，翟凌是受害者。翟凌也在其博客上撰文称Lady呱呱节目组没有按照事先商量好的提问，并表示节目组和主持人是在用不雅视频事件来进行炒作，以达到增加收视率提高知名度的目的。Lady呱呱的制作人则发表声明称温雅自始至终表现得有礼有节，所提出的问题客观、专业。并说节目组并无意拿翟凌来进行炒作。并称今后不会再邀请这类以非常手段走红的“娱乐投机分子”作为嘉宾。温雅则回应说她认为翟凌应该对不雅视频事件向公众道歉。
但随着节目录制视频曝光，网友评论几乎一边倒的支援翟凌，甚至要求主持人温雅下课。

## 艺人生涯

### 主持演出
- 《Lady呱呱》（2010年 - 2011年7月）

### 形象大使
- 第一届中国环保形象大使比赛冠军
- 中国环保形象大使

### 电影
- 《雪花密扇》

### 綜藝節目
- 2013年  中国星跳跃 參與者
- 2014年  星星的密室第一季 主持 第二季:06 參賽者
- 火星情報局